# Епархия Эспиналя

Герб епархии Эспиналя

Епархия Эспиналя (лат. Dioecesis Espinalensis, исп. Diócesis de El Espinal) — епархия Римско-Католической церкви с центром в городе Эспиналь, Колумбия. Епархия Эспиналя входит в митрополию Ибаге. Кафедральным собором епархии Эспиналя является церковь Пресвятой Девы Марии Розария.

## История
18 марта 1957 года Римский папа Пий XII издал буллу «Qui supremum imperium», которой учредил епархию Эспиналя, выделив её из епархии Ибаге. В этот же день епархия Эспиналя вошла в митрополию Попаяна.
14 декабря 1974 года епархия Эспиналя вошла в митрополию Ибаге.

## Ординарии епархии
- епископ Jacinto Vásquez Ochoa (18.03.1957 — 12.12.1974);
- епископ Hernando Rojas Ramírez (12.12.1974 — 1.07.1985) — назначен епископом Нейвы;
- епископ Alonso Arteaga Yepes (25.10.1985 — 30.10.1989);
- епископ Abraham Escudero Montoya (30.04.1990 — 2.02.2007) — назначен епископом Пальмиры;
- епископ Pablo Emiro Salas Anteliz (24.10.2007 — по настоящее время).

## Источник
- Annuario Pontificio, Libreria Editrice Vaticana, Città del Vaticano, 2003, ISBN 88-209-7422-3
- Булла Qui supremum imperium, AAS 49 (1957), стр. 712  (лат.)